# Amt Neuzelle
Das Amt Neuzelle ist ein 1992 gebildetes Amt im Landkreis Oder-Spree des Landes Brandenburg, in dem ursprünglich 17 Gemeinden in den damaligen Kreisen Eisenhüttenstadt-Land und Beeskow zu einem Verwaltungsverbund zusammengefasst wurden. Sitz der Amtsverwaltung ist Neuzelle. Durch Eingliederungen und Gemeindezusammenschlüsse hat sich die Zahl der amtsangehörigen Gemeinden auf drei reduziert.

## Geographische Lage
Das Amt Neuzelle liegt im Südosten des Landkreises Oder-Spree. Es grenzt im Westen an die Stadt Friedland (Niederlausitz), im Norden an die Stadt Eisenhüttenstadt und an das Amt Schlaubetal, im Osten an die Republik Polen sowie im Süden an den Landkreis Spree-Neiße.

## Gemeinden und Ortsteile
Das Amt Neuzelle umfasst drei Gemeinden:
- Lawitz
- Neißemünde mit den Ortsteilen Breslack, Coschen, Ratzdorf und Wellmitz sowie den Wohnplätzen Abbau Juntschen, Breslacker Mühle, Buderoser Mühle, Fuhrmannsruh, Gut Breslack, Kolonie Breslack, Landgut Wellmitz, Pfaffenschänke und Schießhaus
- Neuzelle mit den Ortsteilen Bahro, Bomsdorf, Göhlen, Henzendorf, Kobbeln, Möbiskruge, Neuzelle, Ossendorf, Schwerzko, Steinsdorf, Streichwitz und Treppeln sowie den Wohnplätzen Forsthaus Treppeln, Heidehof, Kolonie Bomsdorf, Kummro, Neumühle, Schlaubemühle, Schwerzkoer Mühle, Vorwerk Bomsdorf, Vorwerk Steinsdorf und Waldseehotel

## Geschichte
Am 17. Juni 1992 erteilte der Minister des Innern seine Zustimmung zur Bildung des Amtes Neuzelle mit Sitz in Neuzelle. Als Zeitpunkt des Zustandekommen des Amtes wurde der 23. Juni 1992 festgelegt. Zum Zeitpunkt der Gründung umfasste das Amt die folgenden Gemeinden des damaligen Kreises Eisenhüttenstadt-Land:
1. Bahro
2. Bomsdorf
3. Breslack
4. Coschen
5. Göhlen
6. Henzendorf
7. Kobbeln
8. Lawitz
9. Möbiskruge
10. Neuzelle
11. Ossendorf
12. Ratzdorf
13. Schwerzko
14. Steinsdorf
15. Streichwitz
16. Treppeln
17. Wellmitz

Am 23. November 2001 genehmigte der Minister des Innern des Landes Brandenburg den Zusammenschluss der Gemeinden Breslack, Coschen, Ratzdorf und Wellmitz zur neuen Gemeinde Neißemünde. Am 27. November 2001 wurde der Zusammenschluss der Gemeinden Bahro, Bomsdorf, Göhlen, Henzendorf, Kobbeln, Möbiskruge, Neuzelle, Schwerzko, Steinsdorf, Streichwitz und Treppeln zur neuen Gemeinde Neuzelle genehmigt. Beide Zusammenschlüsse wurden zum 31. Dezember 2001 wirksam. Am 26. Oktober 2003 wurde schließlich noch Ossendorf in die Gemeinde Neuzelle eingegliedert.

## Bevölkerungsentwicklung
| Jahr | Einwohner |
| ---- | --------- |
| 1992 | 6 366     |
| 1995 | 6 692     |
| 2000 | 7 282     |
| 2005 | 7 204     |
| 2010 | 6 860     |
| 2015 | 6 514     |

| Jahr | Einwohner |
| ---- | --------- |
| 2020 | 6 467     |
| 2021 | 6 451     |
| 2022 | 6 422     |
| 2023 | 6 390     |
| 2024 | 6 356     |

Gebietsstand des jeweiligen Jahres, Einwohnerzahl: Stand 31. Dezember: Stand 31. Dezember, ab 2011 auf Basis des Zensus 2011, ab 2022 auf Basis des Zensus 2022

## Politik

### Amtsdirektor
- 1992–2023: Hans-Georg Köhler
- 2024-    : Andreas Fischer

Nach Köhlers Ankündigung, zum Jahresende 2023 in den Ruhestand zu gehen, wählte der Amtsausschuss am 10. Juli 2023 Mirko Marschner zum neuen Amtsdirektor. Knapp zwei Monate später gab Marschner bekannt, dass er das Amt doch nicht antreten wird. In einer weiteren Wahl am 27. November 2023 wurde der neue Bewerber nicht gewählt, daher war das Amt ab dem 31. Dezember 2023 vakant. Es wurde kommissarisch von der Kämmerin des Amtes, Anne-Kathrin Wiese, ausgeübt.

Am 22. April 2024 wurde Andreas Fischer einstimmig zum Amtsdirektor gewählt.

### Dienstsiegel
Das Dienstsiegel enthält die Umschrift: „AMT NEUZELLE • LANDKREIS ODER-SPREE“.

## Verkehr
Das Amt Neuzelle liegt im Verkehrsverbund Berlin-Brandenburg. Durch den Bereich des Amtes verläuft von Norden nach Süden die Hauptbahn Frankfurt (Oder)–Cottbus. Der stündliche Regionalexpress der DB Regio AG hält an den Bahnhöfen Neuzelle, Wellmitz und Coschen.
Ebenfalls von Norden nach Süden verläuft die Bundesstraße 112 Frankfurt (Oder)–Forst (Lausitz). Über sie erreicht man auch die nächstgelegene Autobahnanschlussstelle Frankfurt (Oder)-Mitte an der A 12.

## Belege
1. ↑  Bevölkerungsstand im Land Brandenburg Dezember 2024 (Fortgeschriebene amtliche Einwohnerzahlen, basierend auf dem Zensus 2022) (Hilfe dazu).
2. ↑  Amt Neuzelle. Serviceportal des Landes Brandenburg, abgerufen am 5. Januar 2024.
3. ↑  
Bildung des Amtes Neuzelle. Bekanntmachung des Ministers des Innern vom 17. Juni 1992. Amtsblatt für Brandenburg – Gemeinsames Ministerialblatt für das Land Brandenburg, 3. Jahrgang, Nummer 47, 10. Juli 1992, S. 892.
4. ↑  
Bildung einer neuen Gemeinde Neißemünde. Bekanntmachung des Ministeriums des Innern vom 23. November 2001. Amtsblatt für Brandenburg – Gemeinsames Ministerialblatt für das Land Brandenburg, 12. Jahrgang, Nummer 50, 11. Dezember 2001, S. 851 PDF.
5. ↑  
Bildung einer neuen Gemeinde Neuzelle. Bekanntmachung des Ministeriums des Innern vom 27. November 2001. Amtsblatt für Brandenburg – Gemeinsames Ministerialblatt für das Land Brandenburg, 12. Jahrgang, Nummer 50, 11. Dezember 2001, S. 852 PDF.
6. ↑  
Sechstes Gesetz zur landesweiten Gemeindegebietsreform betreffend die Landkreise Dahme-Spreewald, Elbe-Elster, Oberspreewald-Lausitz, Oder-Spree und Spree-Neiße (6.GemGebRefGBbg) vom 24. März 2003 (GVBl.I/03, Nr. 05, S. 93)
7. ↑  Historisches Gemeindeverzeichnis des Landes Brandenburg 1875 bis 2005. Landkreis Oder-Spree. S. 12–13
8. ↑  Bevölkerung im Land Brandenburg von 1991 bis 2017 nach Kreisfreien Städten, Landkreisen und Gemeinden, Tabelle 7
9. ↑  Amt für Statistik Berlin-Brandenburg (Hrsg.): Statistischer Bericht A I 7, A II 3, A III 3. Bevölkerungsentwicklung und Bevölkerungsstand im Land Brandenburg (jeweilige Ausgaben des Monats Dezember)
10. ↑  Mirko Marschner schmeißt vor Amtsantritt hin. Märkische Oderzeitung, 11. September 2023, abgerufen am 5. Januar 2024.
11. ↑  Ratsinformationssystem des Amtes Neuzelle
12. ↑  Amtsblatt Nr.4/2024 vom 15. Mai 2024